# گروسروسباخ
گروسروسباخ (به آلمانی: Großrußbach) یک منطقهٔ مسکونی در اتریش است که در ناحیه کورنویبورگ واقع شده‌است. گروسروسباخ ۱٬۹۳۹ نفر جمعیت دارد.